# Thaliacea
Thaliacea è una classe di tunicati.

## Ordini
- Pyrosomatida
- Salpida
- Doliolida